# Ophiogymna pulchella
Ophiogymna pulchella är en ormstjärneart som först beskrevs av Jean Baptiste François René Koehler 1905.  Ophiogymna pulchella ingår i släktet Ophiogymna och familjen Ophiothrichidae. Inga underarter finns listade i Catalogue of Life.